# James Ivory
James Francis Ivory (Berkeley, 7 de Junho de 1928) é um realizador de cinema americano que ficou conhecido pela sua colaboração com a Merchant Ivory Productions, em conjunto com o produtor indiano Ismail Merchant e o argumentista Ruth Prawer Jhabvala. Os seus filmes venceram seis óscares da Academia.
De entre os seus filmes mais conhecidos destacam-se as adaptações dos romances de E. M. Forster, Howard's End, A Room with a View, Maurice e Call Me by Your Name (2017). Por seu trabalho neste último, no qual foi roteirista e produtor, Ivory ganhou o BAFTA, Critics' Choice Movie, Writers Guild of America e o Oscar de Melhor Roteiro Adaptado. Ao vencer o Oscar e o BAFTA aos 89 anos, tornou-se o vencedor mais velho de todos os tempos em qualquer categoria dos dois prêmios.

## Filmografia
- 2005 - The City of your final destination
- 2004 - The White countess
- 2003 - Le Divorce
- 2000 - The Golden Bowl
- 1998 - A soldier's daughter never cries
- 1996 - Surviving Picasso
- 1995 - Lumière et compagnie
- 1995 - Jefferson in Paris
- 1993 - The Remains of the Day
- 1992 - Howard's End
- 1990 - Mr. & Mrs. Bridge
- 1989 - Slaves of New York
- 1987 - Maurice (filme)
- 1985 - A Room with a View
- 1984 - The Bostonians
- 1983 - Heat and Dust
- 1981 - Quartet
- 1980 - Jane Austen in Manhattan
- 1979 - 3 by Cheever: The 5:48 (TV)
- 1979 - The Europeans
- 1978 - Hullabaloo over Georgie and Bonnie's pictures (TV)
- 1977 - Roseland
- 1975 - The Wild party
- 1975 - Autobiography of a princess
- 1972 - Savages
- 1972 - Adventures of a brown man in search of civilization (TV)
- 1970 - Bombay talkie
- 1969 - The Guru
- 1965 - Shakespeare-Wallah
- 1964 - The Delhi way
- 1963 - The Householder
- 1959 - The Sword and the flute (curta-metragem)
- 1957 - Venice: Themes and variations (curta-metragem)

## Prêmios e nomeações
- Recebeu três nomeações ao Óscar de Melhor Realizador, por "A room with a view" (1985), "Howard's End " (1992) e "The Remains of the day" (1993).
- Recebeu três nomeações ao Globo de Ouro de Melhor Realizador, por "A room with a view" (1985), "Howard's End " (1992) e "The Remains of the day" (1993).
- Recebeu três nomeações ao BAFTA de Melhor Filme, por "A room with a view" (1985), "Howard's End " (1992) e "The Remains of the day" (1993). Venceu em 1985 e 1992.
- Recebeu quatro nomeações ao BAFTA de Melhor Realizador, por "Heat and dust" (1983), "A room with a view" (1985), "Howard's End " (1992) e "The Remains of the day" (1993).
- Recebeu uma nomeação ao César de Melhor Filme Estrangeiro, por "Howard's End " (1992).
- Ganhou o Prémio Bodil de Melhor Filme Europeu, por "Howard's End " (1992).
- Ganhou o Prémio do 45º Aniversário, no Festival de Cannes, por "Howard's End " (1992).
- Ganhou o Leão de Prata, no Festival de Veneza, por "Maurice" (1987).
- Ganhou o Prémio Wella, no Festival de Veneza, por "Le divorce" (2003).
- Ganhou o Oscar 2018 por roteiro adaptado pelo filme Me chame pelo seu nome.